# Orgilus arcticus
Orgilus arcticus är en stekelart som beskrevs av Muesebeck 1970. Orgilus arcticus ingår i släktet Orgilus och familjen bracksteklar. Inga underarter finns listade i Catalogue of Life.